# Manuel Cruz
Manuel Cruz Rodríguez (Barcelona, 1 de enero de 1951) es un filósofo y político español que ejerció como presidente del Senado entre mayo y diciembre de 2019. Desde febrero de 2020, es presidente de la Comisión General de las Comunidades Autónomas.
Anteriormente, fue diputado en la xii legislatura, desempeñando integrado dentro del Grupo Parlamentario Socialista en el Congreso de los Diputados la portavocía de las comisiones de Educación y Deporte (2016-2018), de Ciencia, Innovación y Universidades (2018-2019) y de Educación y Formación Profesional (junio-julio de 2018).

## Trayectoria
Se licenció en Filosofía en 1974 en la Universidad de Barcelona  y se doctoró en 1979 en la misma universidad. Es catedrático de Filosofía Contemporánea en la Universidad de Barcelona. 
De 1986 a 1993 dirigió el Departamento de Historia de la Filosofía, Estética y Filosofía de la Cultura de la Facultad de Filosofía. Ha impartido docencia en diversas Universidades europeas y americanas, y ha sido investigador en el Instituto de Filosofía del Consejo Superior de Investigaciones Científicas (Madrid).
Como docente imparte las materias "Filosofía contemporánea" y "Filosofía de la Historia" y sus intereses se centran en la reflexión sobre las teorías de la subjetividad contemporáneas, las reflexiones acerca del lugar de la memoria y del olvido en el mundo actual y las filosofías de la acción de las diversas tradiciones filosóficas contemporáneas.
Ha sido director de las colecciones "Pensamiento contemporáneo" y "Biblioteca del Presente" de Paidós; y codirector de las colecciones "Filosofía, hoy" (Santillana) y "Biblioteca Iberoamericana de Ensayo" (Paidós México), dirigiendo actualmente la colección "Pensamiento Herder", en Editorial Herder. También es editor de la serie "Pensamiento 21" del sello editorial Los libros de La Catarata. Fue director de la revista Barcelona Metrópolis.
Es habitual colaborador de medios de comunicación como El País, El Confidencial, La Vanguardia, Infolibre, Catalunya Ràdio y la Cadena SER. 
En septiembre de 2012 fue uno de los firmantes del Llamamiento a la Cataluña Federalista y de Izquierdas ante la convocatoria de elecciones autonómicas anticipadas. El documento dio paso a la creación en 2013 de la Asociación (Federalistes d'Esquerres) que presidió Cruz (2013-2016)  y que defiende un encaje federal de Cataluña como alternativa a la opción soberanista y "una salida dialogada". En julio de 2016 fue sustituido en la presidencia de la organización por Joan Botella y fue nombrado vocal de honor junto a Victoria Camps, Laura Freixas y Carlos Jiménez Villarejo.
Considerada una persona próxima al líder del Partido de los Socialistas de Cataluña, Miquel Iceta, en mayo de 2016 se anunció que ocuparía el puesto número dos de la lista del PSC encabezada por Meritxell Batet para las elecciones al Congreso de Diputados por la circunscripción de Barcelona del 26 de junio. Fue elegido diputado y ejerció de portavoz del Grupo Parlamentario Socialista en las comisiones relativas a educación, ciencia y universidades. Candidato del PSC en las elecciones al Senado de abril de 2019 por Barcelona, resultó elegido miembro de la Cámara Alta. El 17 de mayo de 2019 es propuesto para presidir el Senado de España. El día de constitución de la xiii legislatura celebrado el 21 de mayo de 2019 fue elegido presidente del Senado con una mayoría absoluta de votos de senadores (140). Reelegido senador por Barcelona en noviembre de 2019, en la actualidad preside la Comisión General de Comunidades Autónomas en la Cámara Alta.

## Premios
- 2005 Premio Anagrama por Las malas pasadas del pasado.[14]
- 2010 Premio Espasa de Ensayo por Amo, luego existo.[15]
- 2012 Premio Internacional de Ensayo Jovellanos por Adiós, historia, adiós.[16]
- 2016 Premio Miguel de Unamuno de Ensayo por La flecha (sin blanco) de la historia.

## Publicaciones

### Libros como autor
- La crisis del stalinismo: el 'caso Althusser', Barcelona, Península, 1977.
- El Historicismo, Barcelona, Montesinos, 1981.
- Narratividad: la nueva síntesis, Barcelona, Península, 1986. Hay nueva edición en Valparaíso, Chile: Narratividad: la nueva síntesis, Perseo, 2012.
- Del pensar y sus objetos, Madrid, Tecnos, 1988.
- Por un naturalismo dialéctico, Barcelona, Anthropos, 1989.
- Filosofía de la Historia, Barcelona, Paidós, 1991. Nueva edición, corregida y aumentada, en Madrid, Alianza, 2008.
- ¿A quién pertenece lo ocurrido?, Madrid, Taurus, 1995.
- Historia de la Filosofía', Madrid, Santillana, 1997, libro elaborado con E.Lledó, M. A. Granada y J. L. Villacañas
- Hacerse cargo. Sobre responsabilidad e identidad personal, Barcelona, Paidós, 1999. Hay nueva edición, corregida y aumentada, en Barcelona, Editorial  Gedisa, 2015 con prólogo de Roberto Esposito.
- Cuando la realidad rompe a hablar, Barcelona, Gedisa, 2001.
- Filosofía contemporánea, Madrid, Taurus, 2002. Nueva edición, corregida, en Taurus, 2010.
- La tarea de pensar, Barcelona, Tusquets, 2004.
- Escritos sobre memoria, responsabilidad y pasado, Cali, Universidad del Valle, 2004.
- Las malas pasadas del pasado, Barcelona, Anagrama, 2005 (Premio Anagrama de Ensayo).
- La Enciclopedia del estudiante, vol. 18: Historia de la Filosofía, Madrid, Santillana, 2005. [con E. Lledó, M. A. Granada, F. J. Viciana Hernando y J.L. Villacañas].
- Siempre me sacan en página par, Barcelona, Paidós, 2007.
- Acerca de la dificultad de vivir juntos, Barcelona, Gedisa, 2007.
- Cómo hacer cosas con recuerdos, Buenos Aires, Katz editores, 2007.
- Pensar por pensar [con Manuel Delgado], Madrid, Aguilar, 2008.
- Menú degustación. La ocupación del filósofo, Barcelona, Península, 2009.
- Amo, luego existo. Los filósofos y el amor, Madrid, Espasa, 2010. (Premio Espasa de Ensayo); 2ª ed. en Austral: 2012 y edición en Argentina: EUDEBA, 2013.
- Adiós, historia, adiós. El abandono del pasado en el mundo actual, Oviedo, Ediciones Nobel,2012. (Premio Internacional de Ensayo Jovellanos). Hay edición argentina posterior con el mismo título en FCE, Buenos Aires, 2014.
- Escritos sobre la ciudad (y alrededores), Madrid, Los libros de la Catarata, 2013, con prólogo de Joan Subirats. Hay edición argentina con el mismo título en Buenos Aires, Prometeo, 2013.
- Filósofo de guardia, Barcelona, RBA, 2013.
- Una comunidad ensimismada, Madrid, Los libros de la Catarata, 2014.
- Democracia movilizativa, Madrid, Los libros de la Catarata, 2015.
- Pensar es conversar [con Emilio Lledó], Barcelona, RBA, 2015.
- Travesía de la nada, Vilassar de Dalt (Barcelona), El Viejo Topo, 2016.
- Ser sin tiempo. El ocaso de la temporalidad en el mundo contemporáneo, Barcelona, Herder, 2016.
- La tarea de la memoria. Sujeto, responsabilidad y política, Concepción (Chile), Ediciones Escaparate, 2016.
- El ojo de halcón, Barcelona, ARPA, 2017.
- La flecha (sin blanco) de la historia, Barcelona, Anagrama, 2017 (Premio Miguel de Unamuno de Ensayo).
- Pensar en voz alta, Barcelona, Herder, 2018.
- Dar(se) cuenta, Barcelona, ED Libros, 2019.
- Transeúnte de la política, Madrid, Taurus, 2020.
- El virus del miedo, Valencia, La Caja Books, 2021.
- Democracia: la última utopía, Madrid, Espasa, 2021.
- El Gran Apagón. El eclipse de la razón en el mundo actual, Barcelona, Galaxia Gutenberg, 2022.

### Traducciones

#### Al italiano
- Farsi carico, Roma, Meltemi editore, 2005
- Narratività: la nuova sintesi, Nápoles, La città del Sole, 2007
- Come fare cose con i ricordi, Roma, Casini Editore, 2009
- I brutti scherzi del passato, Roma, Bollati Boringhieri, 2010
- La memoria si dice in molti modi, Milán, Mimesis, 2010
- L'amore filósofo, Turín, Einaudi, 2012

#### Al inglés
- Taking charge, New York, Continuum, 2011.
- On the Difficulty of Living Together, New York, Columbia University Press, 2016.

### Libros como compilador
- Historia, lenguaje, sociedad. Homenaje a Emilio Lledó (Barcelona, Crítica, 1989).
- Individuo, modernidad, historia, Madrid, Tecnos, 1993.
- En torno a Hannah Arendt, Madrid, Centro de Estudios Constitu-cionales, 1994.
- Tiempo de subjetividad, Barcelona, Ediciones Paidós, 1996.
- Acción humana, Barcelona, Editorial Ariel, 1997.
- Tolerancia o barbarie, Barcelona, Gedisa, 1998.
- Pensar en el siglo, Madrid, Taurus, 1999.
- El reparto de la acción, Madrid, Trotta, 1999.
- Los filósofos y la política, Madrid, FCE, 1999.
- Hacia dónde va el pasado, Barcelona, Paidós, 2002.
- La comprensión del pasado, Barcelona, Herder, 2005.
- El siglo de Hannah Arendt, Barcelona, Paidós, 2006
- Odio, violencia, emancipación, Barcelona, Gedisa, 2007
- Las personas del verbo (filosófico), Barcelona, Herder, 2011.
- Ante el desorden del mundo, Barcelona', Gedisa, 2023.